# 黃文英
黃文英（英語：Hwarng Wern-ying），當代電影藝術指導、造型設計、監製及導演，臺灣嘉義市人。曾7度入圍金馬獎，以《海上花》獲第35屆金馬獎最佳美術設計、台北電影節本土商業類最佳藝術指導，以《刺客聶隱娘》獲第52屆金馬獎最佳造型設計、第10屆亞洲電影大獎最佳美術設計、美國第20屆衛星獎最佳服裝設計及第13屆國際影迷協會獎最佳美術指導等。2018年以《最好的時光》《沉默》獲選為美國奧斯卡影藝學院會員。
2023年首次擔任導演、編劇，製作電影長片《車頂上的玄天上帝》，於2023年11月17日台灣上映，獲選為2023年第60屆台北金馬影展開幕片、夏威夷國際影展放映等。

## 生平
於嘉義市長大，畢業於國立清華大學中文系、美國匹茲堡大學戲劇製作碩士、卡內基美倫大學藝術碩士，畢業後投身紐約百老匯劇場服裝與舞台設計。1994年受侯孝賢導演邀請返台參與製作《好男好女》，自此踏上電影美術生涯。

## 作品列表

### 導演作品
- 《車頂上的玄天上帝》(2023)[9]

### 電影作品
- 《好男好女》(1994)
- 《南國再見，南國》(1996)
- 《海上花》(1998)
- 《千禧曼波》(2001)
- 《最好的時光》(2005)
- 《紅氣球》(2007)
- 《寶米恰恰》(2012)
- 《刺客聶隱娘》(2015)
- 《沉默》(2016)
- 《一家之主》(2022)
- 《女兒的女兒》(2024)

### 影集作品
- 《良辰吉時》(2022)，獲第57屆金鐘獎戲劇類節目美術設計獎及造型設計獎[10]。

### 劇場作品
果陀劇場《傻瓜村》、「當代傳奇」、「國光劇團」、「優人神鼓」、「江之翠南管劇團」等。

### 廣告監製
『麒麟啤酒一番榨』系列、『TOYOTA-SURF』系列、『SONY-HD WORLD』、日本『KIRIN-聞茶』系列、法國『AIR FRANCE』形象廣告等廣告監製。

## 外部連結
- 黃文英 （页面存档备份，存于）在IMDb上的簡介
- 台灣電影網：黃文英 （页面存档备份，存于）